# 베저위붕 작전
베저위붕 작전(독일어: Unternehmen Weserübung [ˈveːzɐˌʔyːbʊŋ], 번역: 베저강 훈련 작전, 1940년 4월 9일~6월 10일)은 제2차 세계 대전 중 나치 독일의 덴마크와 노르웨이 침공 작전이다. 이는 노르웨이 전역의 시작 작전이다.
1940년 4월 9일 이른 아침(Wesertag, "베저의 날") 독일군은 덴마크를 점령하고 노르웨이를 침공했는데, 이는 독일의 노르웨이 영토 침공에 대한 대응으로 구상된 R 4 계획으로 알려진 영프 연합군의 노르웨이 예정 점령에 대한 예방 조치라는 명목이었다. 덴마크군이 독일에 선전포고하지 않아 덴마크 정부가 항복 명령을 내린 후 덴마크가 빠르게 점령되자, 독일 사절단은 덴마크와 노르웨이 정부에 독일군이 영프 연합군의 공격으로부터 두 나라를 보호하기 위해 왔다고 통보했다. 두 나라 간의 지리, 위치 및 기후의 상당한 차이로 인해 실제 군사 작전은 매우 달랐다.
침공 함대의 명목상 상륙 시간인 Weserzeit(베저 시간)은 05:15로 설정되었다.

## 배경
1939년 봄, 영국 해군 본부는 스칸디나비아를 미래의 나치 독일과의 분쟁에서 잠재적인 전쟁 전구로 보기 시작했다. 그러나 영국 정부는 제1차 세계 대전을 반복할 것이라는 믿음 때문에 대륙에서의 또 다른 육상 분쟁에 참여하기를 꺼렸다. 따라서 영국은 전쟁이 발발할 경우 독일에 대한 해군 봉쇄를 고려하기 시작했다. 독일 산업은 철광석 수입에 크게 의존하고 있었으며, 이 철광석의 대부분은 스웨덴 라플란드 광산에서 생산되었고, 대부분은 얼지 않는 노르웨이의 나르비크 항구를 통해 운송되었다. 노르웨이 해안을 통제하는 것은 독일에 대한 잠재적인 봉쇄를 강화하는 데 도움이 될 것이었다.
1939년 10월, 전쟁해군의 총사령관인 대제독 에리히 레더는 아돌프 히틀러와 노르웨이에 있는 잠재적 연합군 기지들이 초래할 위험과 독일이 선제적으로 그 위치들을 점령할 가능성에 대해 논의했다. 전쟁해군은 독일의 노르웨이 점령이 인근 해역의 통제를 가능하게 하고 연합군에 대한 잠수함 작전을 위한 플랫폼 역할을 할 것이라고 주장했다. 그러나 독일 국방군의 다른 병과들은 관심이 없었고, 히틀러는 주요 노력은 저지대 국가를 통한 육상 공세가 될 것이라고 명시한 지시를 내렸다.
1939년 11월 말, 체임벌린 전쟁 내각의 새로운 일원인 윈스턴 처칠은 윌프레드 작전에서 노르웨이 해역에 기뢰를 부설할 것을 제안했다. 이는 광물 운송선들이 북해의 개방 수역을 통과하도록 강제하여 영국 왕립 해군이 이들을 가로챌 수 있게 할 것이었다. 처칠은 윌프레드가 독일의 반응을 유발할 것이고, 그러면 연합군이 R 4 계획을 실행하여 노르웨이를 점령할 것이라고 가정했다. 비록 나중에 실행되기는 했지만, 윌프레드 작전은 처음에 네빌 체임벌린과 핼리팩스 경에 의해 미국과 같은 중립국들 사이에서 부정적인 반응을 일으킬 수 있다는 우려로 거부되었다.
1939년 11월 소련과 핀란드 사이에 겨울 전쟁이 발발하면서 전략적 상황이 변화했고, 이에 따라 1939년 12월 영국과 프랑스는 핀란드 지원 명목으로 노르웨이 북부와 스웨덴을 점령할 진지한 계획을 시작했다. 그들의 계획은 노르웨이 북부의 나르비크에 병력을 상륙시켜 스웨덴 철광석 수출의 주요 항구를 확보하고, 나르비크와 보트니아만 해안의 스웨덴 룰레오를 연결하는 철광선 철도를 통제하는 것이었다. 이는 또한 연합군이 라플란드에 있는 스웨덴 철광산을 점령할 수 있게 할 것이었다. 이 계획은 체임벌린과 핼리팩스의 지지를 받았다. 그들은 노르웨이의 협력을 기대하여 일부 법적 문제를 완화하려 했지만, 독일이 노르웨이와 스웨덴 양국에 강력한 경고를 보내면서 양국에서 매우 부정적인 반응을 초래했다. 원정 계획은 계속되었지만, 1940년 3월 핀란드와 소련 사이에 모스크바 평화 조약이 체결되어 겨울 전쟁이 끝나면서 그 정당성은 사라졌다.

### 계획
12월 14일 노르웨이의 비드쿤 크비슬링과의 회담 후, 히틀러는 스칸디나비아로 관심을 돌렸다. 연합군이 철광석 공급에 위협을 가한다는 확신을 얻은 히틀러는 국방군최고사령부에 노르웨이 침공을 위한 예비 계획을 시작하라고 명령했다. 이 예비 계획은 슈투디 노르트(Studie Nord)로 명명되었고, 독일군 사단 하나만으로 침공을 수행할 것을 요구했다.
1월 14일부터 19일 사이에 전쟁해군은 이 계획의 확장 버전을 개발했다. 두 가지 핵심 요소가 결정되었다. 노르웨이 저항(및 연합군의 개입)의 위협을 줄이기 위해 기습이 필수적이었고, 비교적 느린 상선 대신 더 빠른 독일 전함을 병력 수송선으로 사용해야 했다. 이는 모든 목표물을 동시에 점령할 수 있게 할 것이었다. 새로운 계획은 산악 사단, 공수 사단, 기계화 보병 여단 및 두 보병 사단을 포함하는 완전한 군단을 요구했다. 병력의 목표는 노르웨이의 수도인 오슬로와 다른 인구 중심지인 베르겐, 나르비크, 트롬쇠, 트론헤임, 크리스티안산, 스타방에르였다. 이 계획은 또한 신속한 항복을 유도하기 위해 덴마크와 노르웨이의 왕을 빠르게 포획할 것을 요구했다.
1940년 2월 21일, 작전 지휘는 팔켄호르스트 장군에게 주어졌다. 그는 제1차 세계 대전 중 핀란드에서 싸웠으며 극지전에 익숙했지만, 히틀러가 통합 지휘를 원했음에도 불구하고 지상군만 지휘할 것이었다. 최종 계획은 1940년 1월 27일 "베저위붕 작전"이라는 암호명으로 명명되었다. 지상군은 제3산악사단과 다섯 보병 사단을 포함하는 제21육군군단이 될 것이었다. 후자 중 어느 것도 아직 전투에서 시험되지 않았다. 첫 단계는 돌격에 세 사단을 투입하고, 나머지는 다음 파도에 따를 것이었다. 세 중대의 강하엽병이 비행장을 점령하는 데 사용될 것이었다. 제2산악사단도 파견하기로 한 결정은 나중에 이루어졌다.
거의 모든 대서양 유보트 작전은 잠수함이 작전을 돕기 위해 중단되었다. 훈련용 잠수함을 포함한 모든 가용 잠수함은 베저위붕 작전을 지원하기 위해 하트무트 작전의 일부로 사용되었다. 처음에는 외교적 수단을 통해 노르웨이를 침공하고 덴마크 비행장을 확보하는 것이 계획이었다. 그러나 히틀러는 3월 1일 노르웨이와 덴마크 양국을 침공할 것을 요구하는 새로운 지침을 발표했다. 이는 전투기 기지와 공중 경보 스테이션을 확보하려는 루프트바페의 요구에 따른 것이었다. 덴마크 침공을 위해 구성된 제31군단은 두 보병 사단과 제11기계화 여단으로 구성되었다. 전체 작전은 다양한 유형의 항공기 약 1,000대로 구성된 제10항공군단이 지원할 것이었다.

### 예비 조치
2월, 영국 왕립 해군 구축함 HMS 코사크은 노르웨이 해역에서 독일 유조선 알트마르크호를 나포했다. 코사크호 승무원들은 유조선 승무원들을 제압하고 노르웨이 당국이 계속 무시했던 선내 영국인 포로를 구출했다. 코사크호의 공격과 알트마르크호의 노르웨이 해역 내 포로 운송은 모두 노르웨이의 중립을 위반하는 행위였다. 히틀러는 이 사건을 연합군 또한 노르웨이의 중립을 기꺼이 위반할 것이라는 명확한 신호로 간주했으며, 이로 인해 노르웨이 침공에 더욱 강력하게 전념하게 되었다.
3월 12일, 영국은 겨울 전쟁이 끝나가고 있는 시점에 노르웨이로 원정군을 파견하기로 결정했다. 이 부대는 3월 13일 승선을 시작했지만, 겨울 전쟁이 끝나면서 회수되고 작전은 취소되었다. 대신, 체임벌린 전쟁 내각은 노르웨이 해역에서의 기뢰 부설 작전을 진행하기로 투표했고, 이어서 병력 상륙을 단행했다.
1940년 4월 5일, 오래 계획된 윌프레드 작전이 실행되었고, 순양전함 HMS 리나운이 이끄는 영국 왕립 해군 전단이 스캐퍼플로를 떠나 노르웨이 해역에 기뢰를 부설했다. 첫 독일 함선들은 1940년 4월 7일 오전 3시에 침공을 위해 출항했다. 기뢰밭은 4월 8일 이른 아침 베스트피오르덴에 부설되었다. 윌프레드 작전은 끝났지만, 그날 늦게 4월 7일 실종된 선원을 찾기 위해 분리되었던 구축함 HMS 글로웜은 독일 순양함 아드미랄 히퍼와 독일 침공 함대에 속한 두 척의 구축함에 의해 침몰했다. 4월 9일, 독일 침공이 진행 중이었고, R4 계획의 실행이 즉시 시작되었다.

## 덴마크 침공

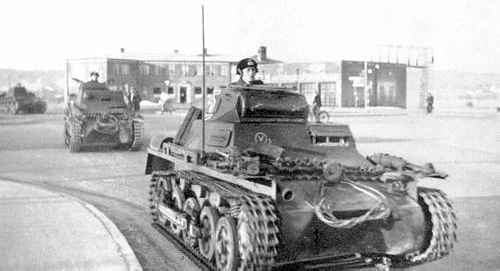
1940년 4월 9일 덴마크 오벤로에 있는 독일 Pz.Kpfw. I 전차

전략적으로 덴마크는 노르웨이 작전을 위한 출발 기지로서 독일에 중요했다. 독일에 인접한 소국이라는 점을 고려할 때, 언젠가는 함락되어야 할 국가로도 여겨졌다. 덴마크가 발트해에 위치해 있었기 때문에, 이 나라는 주요 독일 및 소련 항구로의 해군 및 해운 접근을 통제하는 데에도 중요했다.
1940년 4월 9일 04:00, 덴마크 주재 독일 대사 세실 폰 렌테-핑크는 덴마크 외무부 장관 페터 문크를 불러 회담을 요청했다. 두 사람이 20분 후 만났을 때, 렌테-핑크는 독일군이 영프 연합군의 공격으로부터 덴마크를 보호하기 위해 덴마크를 점령하기 위해 진격하고 있다고 선언했다. 독일 대사는 덴마크의 저항이 즉시 중단되고 덴마크 당국과 독일군 사이에 접촉이 이루어질 것을 요구했다. 요구가 충족되지 않으면 루프트바페가 수도 코펜하겐을 폭격할 것이라고 위협했다.

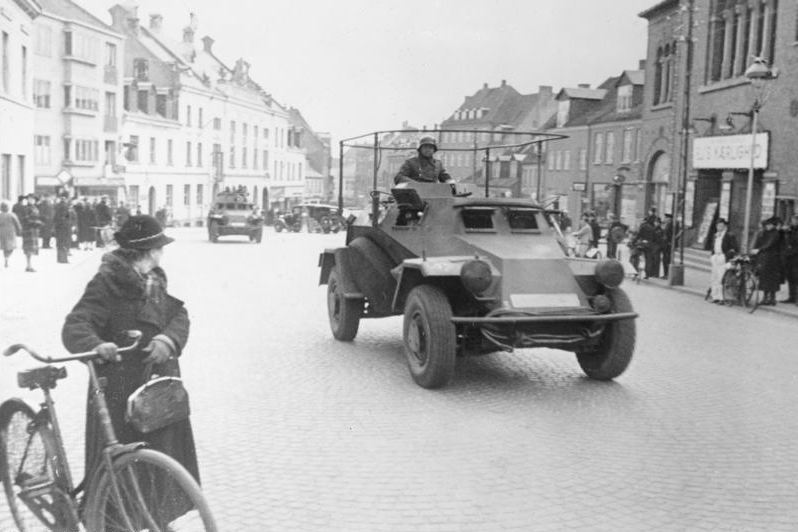
윌란반도에 있는 독일 Leichter Panzerspähwagen 장갑차.

독일의 요구가 전달될 때 첫 독일군 진격은 이미 시작되었는데, 03:55에 게드서의 정기 상업 페리에서 병력이 상륙하여 북쪽으로 이동했다. 독일 팔슈름예거 (공수부대) 부대는 저항 없이 상륙하여 올보르의 두 비행장, 스토르스트룀 다리 및 마스네되 요새를 점령했는데, 후자는 공수부대에 의한 세계 최초의 기록된 공격이었다.
현지 시각 04시 20분, 308연대 소속 독일 보병 강화 대대가 기뢰 부설함 한제스타트 단치히에서 코펜하겐 항구에 상륙하여, 저항 없이 카스텔레트에 주둔한 덴마크 수비대를 신속하게 점령했다. 항구에서 독일군은 덴마크 왕실을 사로잡기 위해 아말리엔보르 궁전으로 이동했다. 침공군이 왕궁에 도착할 때쯤에는 왕립 근위대가 경계 태세에 들어섰고 다른 증원군이 궁전으로 향하고 있었다. 아말리엔보르에 대한 첫 독일 공격은 격퇴되었고, 크리스티안 10세와 그의 각료들은 덴마크 육군 총사령관 프라이어 장군과 협의할 시간을 벌었다. 논의가 진행되는 동안, 여러 편대의 하인켈 He 111과 도르니에 Do 17 폭격기가 도시 위를 굉음 내며 날아가 전단지를 뿌렸는데, 덴마크어로 "OPROP!"(선언)이라고 적혀 있었다.
05:25에 독일 메서슈미트 Bf 110 두 비행대가 셸란섬 바를뢰세 비행장을 공격하여 기총소사로 덴마크 육군 항공대를 무력화시켰다. 덴마크의 대공포화에도 불구하고 독일 전투기들은 덴마크 항공기 10대를 파괴하고 14대를 심각하게 손상시켜 육군 항공대의 절반을 소멸시켰다.
루프트바페가 코펜하겐 민간인들을 폭격하겠다는 명백한 위협에 직면하고, 프라이어 장군만이 계속 싸우는 것을 지지하는 가운데, 크리스티안 왕과 덴마크 정부 전체는 국내 문제에서 정치적 독립을 유지하는 대가로 약 06:00에 항복했다.
덴마크 침공은 6시간도 채 걸리지 않았으며, 전쟁 중 독일이 수행한 최단 기간의 군사 작전이었다. 덴마크의 빠른 항복은 특히 1943년 여름까지 독특하게 관대한 덴마크 점령을 초래했으며, 거의 모든 덴마크 유대인이 경고를 받고 중립국 스웨덴으로 피난 가는 길에 있을 때까지 체포 및 추방을 지연시켰다. 결국 477명의 덴마크 유대인이 추방되었고, 이들 중 70명이 목숨을 잃었는데, 전쟁 전 유대인과 혼혈 유대인의 총 수는 8,000명보다 조금 넘었다.

## 노르웨이 침공

### 전투 서열
작전의 군사 본부는 함부르크의 호텔 에스플라나드에 있었으며, 그곳에서 침공에 참여한 항공 부대 등에 명령이 내려졌다. 노르웨이는 두 가지 주요 이유로 독일에 중요했다. 북대서양에서 연합군의 해운을 약화시키기 위한 유보트를 포함한 해군 부대의 기지로서, 그리고 나르비크 항구를 통해 스웨덴에서 철광석 선적을 확보하기 위해서였다. 긴 북부 해안선은 북대서양으로 유보트 작전을 개시하여 영국 상선을 공격하기에 훌륭한 장소였다. 독일은 스웨덴의 철광석에 의존하고 있었고, 그 중 90%가 나르비크에서 공급되는 그 물품을 연합군이 방해하려고 할 것이라는 정당한 우려를 가지고 있었다.
노르웨이 침공은 제21군단(장군 니콜라우스 폰 팔켄호르스트)에 주어졌으며, 다음 주요 부대로 구성되었다.
- 제69보병사단
- 제163보병사단
- 제181보병사단
- 제196보병사단
- 제214보병사단
- 제3산악사단

초기 침공 부대는 전쟁해군에 의해 여러 그룹으로 수송되었다.
1. 전함 샤른호르스트와 그나이제나우는 원거리 엄호 역할을 했고, 10척의 구축함에 에두아르트 디틀 장군 휘하의 산악 보병 2,000명이 탑승하여 나르비크로 향했다.
2. 독일 순양함 아드미랄 히퍼와 4척의 구축함에 병력 1,700명이 탑승하여 트론헤임으로 향했다.
3. 경순양함 쾰른와 쾨니히스베르크, 포병 훈련함 브렘제, 에스보트 모함 카를 페터스, 2척의 어뢰정, 5척의 고속 어뢰정, 보조함 Schiff9 및 Schiff18에 병력 1,900명이 탑승하여 베르겐으로 향했다.
4. 경순양함 Karlsruhe, 3척의 어뢰정, 7척의 고속 어뢰정, Schnellboot 모함 칭다오에 병력 1,100명이 탑승하여 크리스티안산과 아렌달로 향했다.
5. 독일 중순양함 블뤼허, 중순양함 뤼초, 경순양함 엠덴, 3척의 어뢰정, 8척의 소해정, 2척의 포경선 Rau7 및 Rau8에 병력 2,000명이 탑승하여 오슬로로 향했다.
6. 소해정 4척에 병력 150명이 탑승하여 에게르순으로 향했다.

### 침공

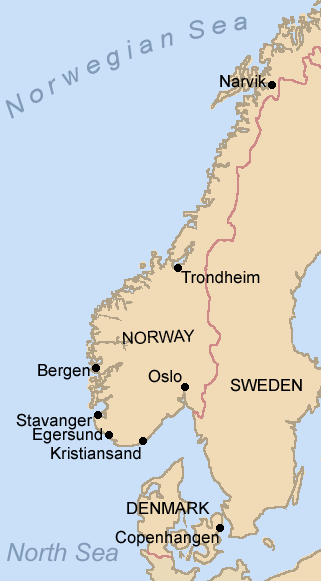
베저위붕 작전 초기 독일군의 상륙 지점

4월 8일 정오 직후, 비밀 독일 군용 수송선 SS Rio de Janeiro호가 폴란드 잠수함 틀:ORP호에 의해 릴레산 앞바다에서 침몰했다. 오제우호는 영국 제2잠수함 전단 소속이었다. 침몰 소식은 오슬로의 노르웨이 정부에 너무 늦게 도착하여 제한적이고 막판 경보만을 발령할 수 있었다. 1940년 4월 8일 저녁 늦게, 캄프그루페 5는 노르웨이 경비정 틀:HNoMS호에 의해 발견되었다. 폴 III호는 공격받았고, 선장 라이프 벨딩-올센은 침공 중 전사한 첫 노르웨이인이 되었다. 독일 함선들은 노르웨이 수도로 이어지는 오슬로피오르를 따라 항해하여 드뢰바크 해협에 도달했다.
4월 9일 이른 아침, 오스카르스보리 요새의 포병들이 선두 함선인 [[독일 중순양함 블뤼허|German cruiser Blücher]]에 약 04시 15분 스포트라이트를 비추어 포격을 가하며 드뢰바크 해협 전투가 시작되었다. 요새의 포 중 두 문은 크루프가 제작한 280 mm (11 in) 구경의 48년 된 독일제 포(별명: 모세와 아론)였다. 두 시간 만에 심각하게 손상된 함선은 포격과 어뢰 공격으로 인해 좁은 피오르에서 기동할 수 없게 되어 600명에서 1,000명의 인명 손실과 함께 침몰했다. 요새의 위협(그리고 기뢰가 침몰에 기여했다는 잘못된 믿음)은 나머지 해상 침공 집단을 충분히 지연시켜 왕실, 내각 및 국회 의원들이 국고와 함께 대피할 시간을 벌었다. 특별 열차를 타고 북쪽으로 도피하는 동안, 궁정은 미츠코겐 전투와 엘베룸, 뉘베르순에서의 폭격을 겪었다. 국왕과 정부가 포로로 잡히지 않았기 때문에 노르웨이는 법적으로 독일에 항복하지 않았고, 이는 크비슬링 정권을 불법적인 것으로 만들었다. 런던에 기반을 둔 망명 중인 노르웨이 정부는 전쟁에서 연합국으로 남아 있었다.
오후 7시 6분, 노르웨이 전투기 5대가 독일 항공기 70~80대를 상대로 전투에 투입되었다. 독일 공수부대는 오슬로 공항 포르네부, 크리스티안산 공항 케빅, 솔라 공군기지에 착륙했는데, 후자는 역사상 최초의 저항에 직면한 공수부대 공격이었다. 케빅에 착륙한 루프트바페 조종사 중에는 라인하르트 하이드리히도 있었다. 4월 9일 오후 7시 30분, 비드쿤 크비슬링의 라디오를 통한 쿠데타 또한 최초의 사건이었다. 오후 8시 30분, 노르웨이 구축함 틀:HNoMS가 스타방에르 외곽에서 융커스 Ju 88 폭격기 10대의 공격을 받아 침몰했는데, 이전에 독일 화물선 틀:MS를 침몰시킨 후였다. 로다는 독일 침공군을 위한 대공포와 탄약의 비밀 화물을 싣고 있었다. 베르겐, 스타방에르, 에게르순, 크리스티안산, 아렌달, 호르텐, 트론헤임, 나르비크는 24시간 이내에 공격받고 점령되었다. 노르웨이의 장갑 연안 방어함 틀:HNoMS와 틀:HNoMS는 나르비크에서 비효율적인 저항을 했다. 두 함선 모두 어뢰 공격을 받아 침몰했고 많은 인명 손실이 있었다. 4월 10일, 5척의 영국 구축함과 전쟁해군의 상륙 부대 10척의 구축함 사이에 제1차 나르비크 해전이 벌어졌다. 양측 모두 구축함 2척을 잃었고, 4월 13일 전함 HMS Warspite와 구축함 전대의 두 번째 영국 공격으로 나르비크에 연료 부족으로 갇혀 있던 나머지 독일 구축함 8척이 침몰했다.

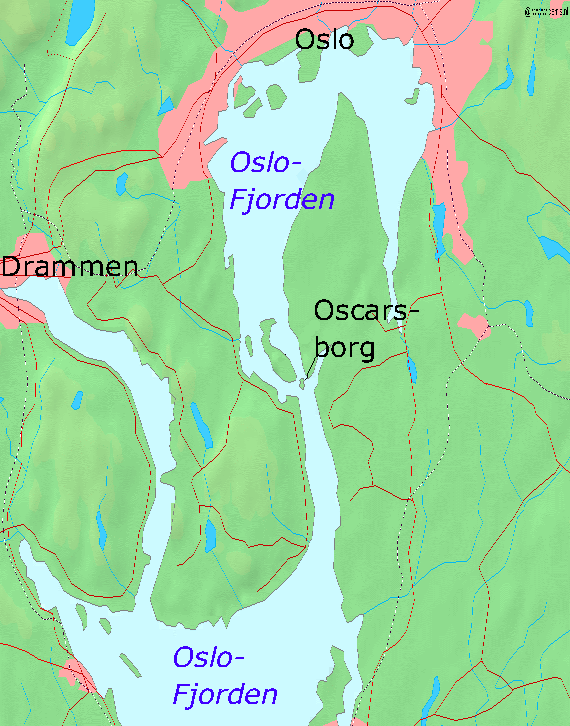
오슬로피오르의 지도와 오스카르스보리

뉘베르순, 엘베룸, 온달스네스, 몰데, 크리스티안순, 스테인셰르, 남소스, 보되 및 나르비크는 전술적 또는 공포 폭격으로 폭격당했다. 독일군의 주요 지상 작전은 오슬로에서 북쪽으로 우수한 장비를 가지고 진격했다. 구식 무기를 가진 노르웨이 병사들과 남소스 전역의 일부 영국 및 프랑스 군대는 침략자들을 잠시 지연시켰으나 결국 항복했다. 이는 제2차 세계 대전에서 영국군과 독일 국방군 간의 첫 지상 전투였다. 나르비크에서 칼 구스타브 플라이셔 장군 휘하의 노르웨이 및 연합군은 전쟁에서 독일 국방군에 대한 첫 전술적 승리를 거두었다. 독일군은 회복하여 그라탕겐 전투에서 노르웨이 방어군을 압도했다. 국왕과 내각은 4월 29일 몰데에서 트롬쇠로 대피했고, 연합군은 5월 1일 온달스네스에서 철수했다. 남부 노르웨이의 저항은 끝이 났다.
헤그라 요새는 헤그라 요새 전투에서 5월 5일까지 버텨냈는데, 이는 나르비크와 마찬가지로 연합군 선전전에서 중요했다. 호콘 7세 국왕, 올라프 황태자, 그리고 뉘고르스볼 내각은 망명 노르웨이를 대표하기 위해 6월 7일 영국 순양함 HMS Devonshire를 타고 트롬쇠에서 출발했다. 국왕은 5년 후 같은 날 오슬로로 돌아왔다. 본토의 노르웨이 육군은 베저의 날로부터 두 달 후인 1940년 6월 10일 항복했다. 이로써 노르웨이는 독일의 침공에 가장 오래 저항한 점령국이 되었다. 주력 노르웨이군이 항복했음에도 불구하고, 노르웨이 왕립 해군과 다른 군대는 해외와 국내에서 1945년 5월 8일 독일이 항복할 때까지 독일군과 계속 싸웠다.
극북 지방에서는 노르웨이, 프랑스, 폴란드군이 영국 왕립 해군과 영국 왕립 공군(RAF)의 지원을 받아 스웨덴 철광석의 연중 수출에 중요한 노르웨이 항구 나르비크의 통제권을 놓고 독일군과 싸웠다. 독일군은 5월 28일 나르비크에서 쫓겨났지만, 유럽 대륙의 상황 악화로 연합군 병력은 알파벳 작전으로 철수했고, 6월 9일 독일군은 루프트바페의 폭격으로 민간인들이 버린 나르비크를 다시 점령했다.

## 뉘른베르크 국제군사재판
1941년 영국-소련의 이란 침공과 1940년 독일의 노르웨이 침공은 선제 공격으로 주장되었으며, 1946년 뉘른베르크 국제군사재판에서 독일 측 변호는 독일이 "연합군의 침공을 저지하기 위해 노르웨이를 공격할 수밖에 없었으며, 따라서 그 행동은 선제적이었다"고 주장했다. 독일 측 변호는 R 4 계획과 그 전신을 언급하려 했다. 그러나 재판에서는 독일이 이미 1939년 10월 3일 레더 제독이 로젠베르크에게 보낸 "노르웨이 내 기지 확보"라는 제목의 메모에서 침공 계획을 논의했음이 확인되었다. 레더는 "싸우지 않고는 불가능하더라도 노르웨이의 의지에 반하여 군사력으로 기지를 확보할 수 있는가?"와 같은 질문을 던지며 시작했다. 노르웨이는 스웨덴에서 철광석을 운송하는 중요한 경로였고, 영국은 이 공급을 막으려고 결심했다. 한 영국 계획은 노르웨이를 통해 스웨덴 도시들을 점령하는 것이었다. 연합군의 침공은 3월 12일에 명령되었고, 독일군은 3월 14일을 준비 마감일로 설정한 무선 통신을 가로챘다. 핀란드의 평화가 연합군의 계획을 중단시켰다.
3월 13일과 14일자 알프레트 요들의 일기 두 항목은 연합군 계획에 대한 고위급 인식을 나타내지는 않았지만, 히틀러가 베저위붕 작전 실행을 적극적으로 고려하고 있었음을 보여주었다. 첫 항목에는 "총통은 아직 '베저 훈련' 명령을 내리지 않았다. 그는 여전히 핑계를 찾고 있다"고 적혀 있었다. 두 번째 항목에는 "총통은 아직 베저 훈련에 대해 어떤 이유를 제시할지 결정하지 않았다"고 적혀 있었다. 1940년 4월 2일이 되어서야 독일의 준비가 완료되었고, 1940년 4월 4일 베저위붕 작전을 위한 해군 작전 명령이 내려졌다. 새로운 연합군 계획은 "윌프레드"와 R 4 계획이었다. 이 계획은 노르웨이 해역에 기뢰를 부설하여 독일의 반응을 유도하고, 독일이 조치를 취할 징후를 보이면 영국군이 나르비크, 트론헤임, 베르겐을 점령하고 솔라 비행장을 파괴하기 위해 스타방에르를 습격하는 것이었다. 그러나 "기뢰는 4월 8일 아침까지 부설되지 않았고, 그 때까지 독일 함선들은 이미 노르웨이 해안을 따라 진격하고 있었다." 뉘른베르크 국제군사재판소는 연합군의 침공이 임박하지 않았으므로 독일이 노르웨이를 공격할 권리가 있다는 독일의 주장을 기각했다.

## 같이 보기
- 제2차 세계 대전 덴마크군의 군사 장비 목록
- 크리스티안산 전투 (1940년)
- 제2차 세계 대전 노르웨이군의 군사 장비 목록
- 영국의 페로 제도 점령
- 제2차 세계 대전 영국군의 군사 장비 목록
- 프랑스의 제2차 세계 대전 군사 장비 목록
- 캄프 움 노르웨겐 – 펠트추크 1940 (1940년 다큐멘터리 영화)
- 제2차 세계 대전 독일군의 군사 장비 목록
- 루프트바페 1940년 4월 전투 서열
- 독일의 노르웨이 점령
- 유노 작전
- 베저위붕 작전이 스웨덴에 미친 영향
- 노르웨이 전역 연표

## 내용주
1. ↑  "채택된 영국 계획은 더 소박했다. 명목상 연합군을 핀란드 전선으로 데려가는 것이 목적이었지만, 북부 노르웨이와 스웨덴에서의 작전에 주안점을 두었다. 주력 공격 부대는 나르비크에 상륙하여 철도를 따라 동쪽 종점인 룰레아까지 진격하며, 도중에 키루나와 얄리바레를 점령할 예정이었다. 4월 말까지 두 개의 연합군 여단이 그 선을 따라 배치될 예정이었다."[14]
2. ↑  "영국은 프랑스에서 두 사단을 보류하여 노르웨이 전장에 투입할 계획이었고, 결국 병력을 10만 명으로 확장할 계획이었다. 프랑스는 약 5만 명을 투입할 예정이었다. 영국과 프랑스 참모들은 3월 하순이 노르웨이에 진입하기에 가장 좋은 시기라고 동의했다."[15]
3. ↑  "목표는 나르비크, 철도, 스웨덴 광산 지대 점령이었다", "3월 14일을 수송군 준비 마감일로 설정한 가로챈 무선 메시지는 연합군 작전이 진행 중임을 나타냈다. 그러나 15일에 가로챈 또 다른 메시지는 잠수함들에게 분산하라는 명령을 내렸는데, 이는 [핀란드에서의] 평화가 연합군 계획을 교란시켰음을 보여주었다."[16]

## 참고 문헌
- Booth, Owen (1998). 《The Illustrated History of World War II》. London: Chartwell Books, Inc. ISBN 978-078581-016-2.
- Hooton, Edward R. (2007). 《Luftwaffe at War; Blitzkrieg in the West: Volume 2》. London: Chevron/Ian Allan. ISBN 978-1-85780-272-6.
- McDouglas, Myres (1997). 《The International Law of War:Transnational Coercion and World Public Order》. New York: Springer. ISBN 978-079232-584-0.
- Outze, Børge (1962). 《Danmark under anden verdenskrig》 (덴마크어). Copenhagen: Hasselbalch. ISBN 87-567-1889-6.
- Petrow, Richard (1974). 《The Bitter Years; The Invasion and Occupation of Denmark and Norway, April 1940-May 1945》. London: William Morrow & Co. ISBN 978-068800-275-6.
- Rohwer, J. (2005). 《Chronology of the War at Sea 1939–1945》. Naval Institute Press. ISBN 978-1-59114-119-8.
- Schrøder, Hans A. (1999). 《Angrebet på Værløse flyveplads den 9. april 1940 : flyveren Vagn Holms dagbog fra den 8. og 9. april suppleret med en omfattende dokumentation》 (덴마크어). Denmark: Flyvevåbnets bibliotek. ISBN 87-982509-8-1.
- Webb, Chris (2007). “The Fate of the Jews of Denmark”. 《Holocaust Research Project》. Holocaust Education & Archive Research Team. 2023년 10월 27일에 확인함.
- Zabecki, David T. (2014). 《Germany at War: 400 Years of Military History》. London: ABC-Clio Inc. ISBN 978-1-59884-980-6.
- Ziemke, Earl F. (1960). 〈The German Decision to Invade Norway and Denmark〉. 《Command Decisions》. United States Army Center of Military History. 2012년 10월 20일에 원본 문서에서 보존된 문서. 2016년 8월 18일에 확인함.
- “Judgement : The Invasion of Denmark and Norway”. 《The Avalon Project》. Yale Law School. 2008. 2023년 10월 27일에 확인함.
- “The Operation Against the Danish Jews in October 1943”. The Danish Jewish Museum. 2003. 2011년 7월 18일에 원본 문서에서 보존된 문서. 2023년 10월 27일에 확인함.